# 64 Девы
64 Де́вы (лат. 64 Virginis), HD 116235 — кратная звезда в созвездии Девы на расстоянии приблизительно 230 световых лет (около 70,5 парсек) от Солнца. Возраст звезды определён как около 220 млн лет.

## Характеристики
Первый компонент (HD 116235A) — белая Am-звезда спектрального класса A0, или A2m, или A2-A8, или kA3hA6mA7. Визуальная звёздная величина звезды — +5,873m. Масса — около 1,885 солнечной, радиус — около 1,871 солнечного, светимость — около 15,3 солнечной. Эффективная температура — около 8473 K.
Второй компонент. Орбитальный период — около 11 суток.
Третий компонент — красный карлик спектрального класса M. Масса — около 279,71 юпитерианской (0,267 солнечной). Удалён в среднем на 1,868 а.е..
Четвёртый компонент (HD 116235B). Визуальная звёздная величина звезды — +10,1m. Удалён на 0,3 угловой секунды.